# Birds and Bees
Birds and Bees is de enige succesvolle single van Warm Sounds. Het liedje gaat over ontluikende liefde (bloemetjes en bijtjes).

## Single
In Nederland werd het in omstreeks mei 1967 uitgebracht onder het catalogusnummer Deram Records DM120. Ook in Engeland werd het onder dat nummer uitgebracht.
B-kant was in beide gevallen Doo Dah (2:55), alleen geschreven door Gerrard. 
Het stond zes weken in de Britse Top 50 met een piek op 27. De Nederlandse Top 40 en de Single Top 100 kennen het nummer niet als hit. Wel stond het nummer vier keer (gegevens 2023) in de Lijst van Radio 2-Top 2000's.
Een lied met soortgelijke titel is The birds and the bees van Jewel Akens uit 1964.

## NPO Radio 2 Top 2000
| Nummer met noteringen in de NPO Radio 2 Top 2000 | '00  | '01  | '02  | '03 | '04  |
| ------------------------------------------------ | ---- | ---- | ---- | --- | ---- |
| Birds and Bees                                   | 1418 | 1050 | 1772 | -   | 1684 |

1. ↑  Een '-' betekent dat het nummer niet was genoteerd en een vetgedrukt getal geeft de hoogste notering aan.
2. ↑  2000 was het eerste jaar met een notering voor dit nummer.
3. ↑  Deze tabel is bijgewerkt tot en met de laatste editie (2024).